# Victrix sassanica
Victrix sassanica là một loài bướm đêm trong họ Noctuidae.